# Aljaž Struna
Aljaž Struna (ur. 4 sierpnia 1990 w Koprze) – słoweński piłkarz grający na pozycji prawego lub środkowego obrońcy. Od 2012 jest zawodnikiem klubu US Palermo i reprezentancji Słowenii. Jest bratem Andraža Struny, także piłkarza i reprezentanta kraju.

## Kariera piłkarska
Swoją karierę piłkarską Struna rozpoczął w klubie FC Koper. W 2008 roku stał się członkiem pierwszej drużyny i w sezonie 2008/2009 zadebiutował w niej w pierwszej lidze słoweńskiej. W sezonie 2009/2010 wywalczył z FC Koper tytuł mistrza Słowenii. Latem 2010 zdobył z nim Superpuchar Słowenii.
Latem 2012 roku Struna przeszedł do US Palermo i jeszcze w trakcie sezonu 2012/2013 został wypożyczony do grającego w Serie B, Varese. Swój debiut w nim zaliczył 6 października 2012 w zremisowanym 2:2 domowym meczu z Empoli FC.
W 2013 roku Struna wrócił do Palermo i 31 sierpnia 2013 zanotował w nim swój debiut w Serie B w przegranym 0:1 domowym spotkaniu z Empoli. Był to jego jedyny rozegrany ligowy mecz w sezonie 2013/2014.
W sezonie 2014/2015, w którym Palermo awansowało do Serie A, Struna był wypożyczony do Carpi FC. Zadebiutował w nim 30 sierpnia 2014 roku w zremisowanym 1:1 wyjazdowym meczu z Livorno. W Carpi był podstawowym zawodnikiem i wywalczył z nim awans do Serie A.
Latem 2015 Struna wrócił do Palermo i w sezonie 2015/2016 grał w nim w podstawowym składzie.
| Sezon   | Klub       | Kraj     | Rozgrywki | Mecze | Gole |
| ------- | ---------- | -------- | --------- | ----- | ---- |
| 2008/09 | FC Koper   | Słowenia | Prva SNL  | 1     | 0    |
| 2009/10 | FC Koper   | Słowenia | Prva SNL  | 15    | 1    |
| 2010/11 | FC Koper   | Słowenia | Prva SNL  | 24    | 2    |
| 2011/12 | FC Koper   | Słowenia | Prva SNL  | 23    | 0    |
| 2012/13 | US Palermo | Włochy   | Serie B   | 0     | 0    |
| 2012/13 | Varese     | Włochy   | Serie B   | 9     | 0    |
| 2013/14 | US Palermo | Włochy   | Serie B   | 1     | 0    |
| 2014/15 | Carpi      | Włochy   | Serie B   | 34    | 1    |
| 2015/16 | US Palermo | Włochy   | Serie A   | 22    | 1    |

## Kariera reprezentacyjna
W reprezentacji Słowenii Struna zadebiutował 23 marca 2016 roku w wygranym 1:0 towarzyskim meczu ze Macedonią, rozegranym w Koperze. W 46. minucie tego meczu został zmieniony przez Mirala Samardžicia. Swoją jedyną bramkę w reprezentacji strzelił w meczu z Polską na stadionie Stožice w Lublanie, wygranym przez Słoweńców 2:0.